# Болести крви
Крв је течно ткиво које чини крвна плазма, у којој пливају крвне ћелије, еритроцити, леукоцити и тромбоцити. Однос крвних елемената (ћелија) и крвне плазме углавном је сталан код здравих особа, мењајући се у врло уским границама. Сталност ових односа одржава се захваљујући непрекидној обнови крвних ћелија и њиховом прелажењу и крвотворних органа у крв, као накнада за њихову сталну разграднју и губљење.

## Анемија-општи симптоми и подела
Анемија, малаксалост, независно од начина настанка одликује се смањењем броја еритроцита, смањеном концентрацијом хемоглобина, као и смањењем вредности хематокрита. Сигурне методе за утврђивање степена малокрвности, за сада прихваћене, јесу одређивање броја еритроцита количине хемоглобина и вредности венског хематокрита. Смањена способност крви да преноси кисеоник, због смањене концентрације хемоглобина, доводи до хипоксије ткива, која покреће компензаторне механизме за спречавање или успоравање настале хипоксије.

### Клиничка слика
Главни симптоми анемије јесу гушење у напору, гушење у миру, осећај лупања срца као последица убрзаног и појачаног срчаног рада. Главоља, вртоглавица, несвестица, зујање у ушима, раздражљивост, осећај замора и поспаност такође спадају у симптоме анемије. Од брзине развоја анемије зависи испољавање симптома и знакова малокрвности. Постепено настала анемија лакше се подноси од анемије која је настала нагло због искрварења. Постоје многобројне поделе, а једна од њих је:
1. анемија због смањеног броја еритроцита;
2. анемија због повећане разградње еритроцита;
3. анемија због повећаног губљења крви.

## Пернициоза анемија
Етиологија и патогенеза.- Пернициоза анемија најчешћи је облик мегалобластне анемије, изазване недостатком витамина Б12. Недостатак овог витамина последица је непостојања унутрашњег чиниоца у желудачном соку, који је неопходан за њихову апсорпцију. Човек мора да уноси витамин Б12, јер људски организам не може сам да га ствара. Болест је хронична и прогресивна и, ако се не лечи, завршава се смрћу. Болесници лечени витамином Б12 доживотно се одржавају у стању потпуне ремисије.

### Клиничка слика
Болест се ређе јавља код млађих од тридесет година, а жене оболевају чешће од мушкараца. Болест почиње постепено, са малаксалошћу, поспаношћу, брзим замарањем, осећајем недостатка ваздуха и лупањем срца. Већина болесника има осећај печења језика, губитак апетита, надимање и проливе. чести су поремећаји памћења, боцкање и трњење руку на које се касније надовезују болови, отежан ход, а врло ретко одузетост, поремећај у пражњењу мокраће и столице. кожа болесника је бледожута, језик је гладак и без папила, јасно црвен и сјајан, као прелакиран; ређе се виђа Хентеров глоситис с ерозијом слузнице.

### Лечење
Састоји се у надокнади витамина Б12 интрамускуларно, 100-500 гама дневно. Раст ретикулоцита почиње другог дана, а максималан раст достиже после 5-7 дана. Наредних 7-10 дана број ретикулоцита се нормализује, а после ретикулоцитне кризе Б12 даје се једном недељно 500-1000 гама, све до нормализације количине хемоглобина. лечење трансфузијама издвојених еритроцита примењује се само уколико анемија угрожава живот болесника, а потом се лечење наставља давањем витамина Б12 и препарата гвожђа. Лечење се спроводи до краја живота.

## Хемолизна анемија
Хемолизна анемија последица је скраћеног века еритроцита-и у организму болесника, а узрокована је патолошком хемолизом. Хемолизна анемија се испољава тек када се век еритроцита скрати за око шест пута, тј. на мање од 20 дана, а костна срж не може да надокнади разграђене еритроците. Хемолизна анемија скоро је увек праћена жутицом због повећане концентрације билирубина у крви. Хемолизне анемије најчешће се деле у две групе, и то на:
1. Наследне корпускулске анемије, када је разградња еритроцита последица наследних поремећаја у њиховој грађи и
2. Екстракорпускулске хемолизне анемије, када је разградња последица штетног деловања разних чинилаца на еритроците у крвотоку.

### Клиничка слика
Основне карактеристике хемолизне анемије су бледило, жутица, и обично увећана слезина . Болест може да се испољи у акутном и хроничном облику. Акутни облик почиње језом, главобољом, гађењем, боловима у пределу јетре и слезине и боловима у кичменом стубу и екстремитетима. Могу се јавити знаци шока, обавеѕно жутица и анемоја, а теске хемолидне кризе прећене су хемоглобинуријом и окрутном бубрежном инсуфицигенцијом. Хроничан облик има блажи ток, а жутица постаје израженија при инфекцијама и физичком напору.

### Лечење
Код болесника са корпускулским хемолизним анемијама треба одстранити слезину а све инфекције лечити антибиотицима. Екстракорпускулске хемолиѕне анемије изазване спољним штетним чиниоцима лече се прво њиховим уклањањем, а потом трансфузијом крви.

## Анемија после акутног и хроничногкрварења
Анемије после акутног крварења изазване су акутним губитком већих количина крви после повреда, из органа за варење, из полних органа жена и у постоперативним крварењима. Акутна крварења могу бити видљива или скривена, која се теже и спорије откривају. Нагли губитак крви доводи до смањења запремине целокупне крви, а то може изазвати кардиоваскуларни шок и смрт, зависно од брзине крварења и количине изгубљене крви.

### Лечење
Лечење анемије тежег степена са хипоксијом треба започети трансфузијама издвојених еритроцита одговарајуће крвне групе. Најбољи начин лечења постиже се препаратима гвожђа узетим преко уста. Дневно треба узети 200 мг гвожђа у виду феросулфата, ферогликонта или ферофумарата, које се најбоље ресорбују када је желудац празан, али како код већег броја болесника изазивају стомачне сметње, узима се с храном или 1 час после оброка. Успех лечења мери се у зависности од пораста ретикулоцита, које је највеће од седмог до дванаестог дана после узимања гвожђа. Вредност хемоглобина повећава се после друге недеље, а вредности се нормализују тек после два месеца. Лечење треба наставити још шест месеци да би се попуниле резерве гвожђа у организму.

## Права полицитемија
Права полицитемија је хронична болест мијелопролиферативних болести. Узрок болести је непознат, али се претпоставља да постоје два клона матичних ћелија еритроцитозе у костној сржи. Један клон је нормалан, завистан од еритропоетина, а други независан. Права полицитемија је ретка болест. Од ње чешће оболевају мушкарци него жене, и то у средњем и старијем животном добу.

### Клиничка слика
Болест почиње полагано и обично се открива случајно при прегледу крвне слике. Најчешће тегобе изазване су повећаном запремином крви и њеном вискознишћу. Болест се манифестује главобољом, вртоглавицом, несвестицом и зујањем у ушима. Често болест почиње замућењем вида и постојањем мрља у видном пољу. Понекад се јавља пекторална ангина, венске тромбозе и тромболебитиси. Код неких болесника јављају се крварења у кожи и слузницама.

### Лечење
Циљ лечења је смањење масе еритроцита и вискозности крви. Једноставна и брза метода је цитофереза, а после издвајања уобличених крвних елемената враћања сопствене плазме сваки други дан до смањења вредности хемокрита.

## Акутна леукемија
Леукемија је злоћудна болест крви изазвана неконтролисаним бујењем једне од матичних ћелија хематопоезе и ћелија које воде порекло од ње. Злоћудно бујање леукемијских ћелија праћено је поремећајем сазревања и диферентовања, као и потискивањем нормалних хематопоезних ћелија. Акутна леукемија (АЛ) дели се на две велике групе:
1. На акутну лимфобласну леукемију (АЛЛ), која се чешће јавља код деце него код одраслих
2. и акутну нелимфобласну леукемију (АНЛЛ), која је знатно учесталија код одраслих него код деце.

### Клиничка слика
Код болесника са акутном леукемијом заједнички су већина знакова и симптома инсуфицијенције костне сржи, која је инфилтрисана продирањем леукемијских ћелија, што важи и за виталне органе, системе и ткива. Болест почиње слабошћу и малаксалочћу, брзим замарањем, вртиглавицом, лупањем срца и бледилом коже и видљивих слузокожа због анемије настале услед потискивања црвене лозе у костној сржи од леукемијских ћелија. Последица гранулацитопеније је повишена температура због инфекције у устима, ждрелу, дисајним и полним органима. Узрочници инфекције су бактерије, вируси и гљивице.

### Лечење
Када се говори о лечењу акутних леукемија, морају се раздвојити у групе. Акутна лимфобласна леукемија је, пре свега, болест деце, чије је лечење веома успешно, док су ток болести и успех лечења много лошији код одраслих особа. Раније је просечна дужина живота оболелих од акутне леукемије износила 2-3 месеца; данас је продужена на више годима а неки се и трајно излече.

## Хронична, медијална и лимфатична леукемија
Хроничне леукемије су врло разнолика група обољења различитог тока, клиничког испољавања, пратећих компликација и реаговања на лечење.

### Хронична мијелоидна леукемија
Хронична гранулоцитна леукемија чини 20% свих леукемија. Најчешће се јавља између 50. и 60. година, премда може да се јави у сваком животном добу. У већине болесника болест почиње малаксалошћу, ноћним знојењем и мршављењем услед убрзаног метаболизма. Бледа боја коже и видљиве слузнице, диспнеја и лупање срца последица су анемије. Код неких болесника долази до крварења из носа, а код жена до менорагија.

### Лечење
Лечење хроничне гранулацитне леукемије у хроничној фази треба да одложи бластни кризу и најуспешније се спроводи бусулфаном, свакодневно 4-6 мг, а потом треба смањити дозу паралелно са смањивањем броја леукоцита и наставити са интермитентним лечењем малим дозама. Хидрејроксиуа је такође ефикасан лек у дози 150-200 мг на дан; доза одржавања је 500 мг дневно. Просечан век болесника износи око 40-50 месеци.

## Хронична лимфатична леукемија
Хронична лимфатична леукемија (ХЛЛ) је болест неприметног почетка, која се најчешће јавља између 45. и 70. година то је моноклонска болест настала малигном пролиферацијом Б-лимфацита код 95% и Т-лимфацита код 5% болесника. Бенигни облик ХЛЛ почиње постепено, без икаквих симптома, са повећавањем апсолутног броја лимфоцита у периферној крви, уз увећање лимфних чворова и слезине или без тога. Активно облик почиње малокрвношћу и мршављењем, увећањем лимфних чворова и слезине и броја лимфоцита у крви, са развојем анемије, гранулоцитопенија, тромбоцитопеније и учесталих инфекција праћених повишеном температуром.

### Лечење
У великом броју болесника значајно побољшање постигнуто је озрачењем целог тела или медијастинума. Вађење слезине не мења ток болести, али је треба урадити код болесника са хиперспленизмом, аутоимуном хемолизном анемијом и тромбоцитопенијом које не реагују на дате лекове.